# A-Sides
A-Sides è la raccolta delle maggiori canzoni di successo dei Soundgarden; pubblicato dalla A&M Records, fu l'ultimo album della band. Consta di diciassette tracce, di cui una non inclusa negli album precedenti, Bleed Toghether che appare come b-side di Burden in My Hand.

## Tracce
1. Nothing to Say – 3:56
2. Flower – 3:25
3. Loud Love – 4:57
4. Hands All Over – 6:00
5. Get on the Snake – 3:44
6. Jesus Christ Pose – 5:51
7. Outshined – 5:11
8. Rusty Cage – 4:26
9. Spoonman – 4:06
10. The Day I Tried to Live – 5:19
11. Black Hole Sun – 5:18
12. Fell on Black Days – 4:42
13. Pretty Noose – 4:12
14. Burden in My Hand – 4:50
15. Blow Up the Outside World – 5:46
16. Ty Cobb – 3:05
17. Bleed Together – 3:54

## Formazione
- Soundgarden - Produttori, missaggio
- Jack Endino - Engineer, Assistant Engineer
- Michael Barbiero - missaggio
- Michael Beinhorn - produttore
- Matt Cameron - percussioni, batteria
- Drew Canulette - produttore, Engineer
- Chris Cornell - voce, chitarra
- Jason Corsaro - Engineer
- Terry Date - produttore, Engineer
- Ron Saint Germaine - missaggio
- Steve Gilbert - Fotografia
- Efren Herrera - Assistant Engineer
- Adam Kasper - produttore, Engineer, Assistant Engineer, assistente di missaggio
- Brendan O'Brien - missaggio
- Charles Peterson - Fotografia
- Ben Shepherd - basso
- Kim Thayil - chitarra
- Steve Thompson - missaggio
- Howie Weinberg - Masterizzazione
- Hiro Yamamoto - basso
- Nelson Ayres - Assistente di missaggio
- Larry Brewer - Assistente di produzione
- Stuart Hallerman - Assistant Engineer
- John Jackson - Assistente di missaggio
- Michael Lavine - Fotografia
- Dave Collins - Masterizzazione
- Kevin Westenberg - Fotografia
- Sam Hofstedt - Assistant Engineer
- Matt Bayles - Assistant Engineer
- Mark Seliger - Fotografia
- Larimie Garcia - Fotografia
- Lance Limbocker - Engineer
- Jan Van Oldenmark - Fotografia